# El Correo Español (1888-1921)
Pour les articles homonymes, voir El Correo Español.
El Correo Español est un journal d’idéologie carliste apparu en 1888 et dissout en 1921.
Fondé par Luis María de Llauder en tant qu’organe d’expression de la Communion traditionaliste la même année que la scission du Parti intégriste, il joua un rôle important dans la réorganisation du mouvement à la suite de celle-ci.